# Google Wallet
Google Wallet (Lit. Google Pung) er et mobilt betalingssystem udviklet af Google Inc., der tillader brugerene af samle deres betalings- og kundekluboplysninger. Google Wallet kan benytte near field communication (NFC), der kan foretage betalinger ved fysiske PayPass-terminaler. Google fremviste applikationen på en pressekonference den 26. maj 2011. Applikationen blev udgivet på det amerikanske marked den 19. september 2011.